# Castell, Kitzingen
Castell là một đô thị thuộc huyện Kitzingen trong bang Bayern của nước Đức.